# Hollywoody történet
A Hollywoody történet (eredeti cím: Hollywood Ending) 2002-ben bemutatott amerikai filmvígjáték, melynek rendezője, forgatókönyvírója és főszereplője Woody Allen. További fontosabb szerepekben George Hamilton, Téa Leoni és Debra Messing látható.
Világpremierje a 2002-es cannes-i fesztiválon volt.

## Cselekmény
Val Waxman egykor elismert filmrendező volt, manapság televíziós reklámokat rendez. Amikor legutóbbi munkájából kirúgják, kétségbeesetten keres egy igazi filmes projektet. Váratlanul ajánlatot kap egy nagy költségvetésű mozifilm rendezésére, amely New Yorkban játszódna. Az ajánlat azonban a volt feleségétől, Ellie-től és annak barátjától, Haltól, a stúdió vezetőjétől érkezik, aki évekkel ezelőtt elcsábította Val feleségét.
Az ügynöke, Al Hack nyomására Val vonakodva beleegyezik a projektbe, de egy pszichoszomatikus betegség megvakítja, mielőtt a forgatás megkezdődne. Al bátorításával és segítségével Val titokban tartja vakságát a szereplők és a stábtagok (köztük Hal) előtt. A forgatás alatt Val újrakezdi kapcsolatát Ellie-vel, és elhidegült fiával, Tonyval is kibékül. Eközben sokkal fiatalabb barátnője, Lori elhagyja őt. Amikor Val visszakapja, ami eddig hiányzott az életéből, visszanyeri a látását is. Ekkor rádöbben, hogy a film, amit vakon rendezett, katasztrofálisra sikeredett.
A film természetesen kudarcot vall, de Franciaországban nagy sikert arat, és Valt felkérik rendezőnek. Miután visszaszerzi Ellie-t, boldogan kijelenti: „Hála Istennek, hogy léteznek a franciák”.

## Szereplők
- Woody Allen - Val Waxman
- Téa Leoni - Ellie
- George Hamilton - Ed
- Treat Williams - Hal Jaeger
- Debra Messing - Lori
- Neal Huff - Kereskedelmi A.D.
- Mark Rydell - Al Hack
- Lu Yu - Operatőr
- Barney Cheng - Tolmács
- Jodie Markell - Andrea Ford
- Isaac Mizrahi - Elio Sebastian
- Marian Seldes - Alexandra
- Tiffani Thiessen - Sharon Bates
- Peter Gerety - Pszichiáter
- Greg Mottola - rendezőasszisztens
- Fred Melamed - Pappas
- Jeff Mazzola - Kellékes
- Aaron Stanford - Színész
- Erica Leerhsen - Színésznő
- Joe Rigano - vetítésvezető
- Mark Webber - Tony Waxman
- Rochelle Oliver - forgatókönyvfelelős

## Bemutató és fogadtatás
A 2002-es cannes-i fesztiválon versenyen kívül mutatták be. Az Egyesült Királyságban ez volt az első Allen-film, amely nem került a mozikba.
A jegyeladások terén az Amerikai Egyesült Államokban valamivel kevesebb mint 5 millió dollárt, világszerte pedig 14,8 millió dolláros bevételt ért el.

## Fordítás
- Ez a szócikk részben vagy egészben  a   Hollywood Ending című angol Wikipédia-szócikk fordításán alapul.  Az eredeti cikk szerkesztőit annak laptörténete sorolja fel. Ez a jelzés csupán a megfogalmazás eredetét és a szerzői jogokat jelzi, nem szolgál a cikkben szereplő információk forrásmegjelöléseként.